# Mamund
Les Mamund sont une tribu pachtoune faisant partie des quatre clans de Tarkani. Ils vivent aujourd'hui surtout dans l'agence de Bajaur, située dans les régions tribales du Pakistan.